# Giuseppe Sergi
Giuseppe Sergi (20 de Março de 1841 – 17 de outubro de 1936) foi um antropólogo italiano do início do século XX, mais conhecido por sua oposição ao noridicismo em seus livros sobre a identidade racial dos povos mediterrânicos. Rejeitos tipologias raciais que identificavam mediterrânicos como "brancos negros" porque isto implica numa concepção nordicista dos povos mediterrânicos descendentes de brancos que tornaram-se miscigenados com não-brancos, ideia que ele afirmava ser falsa. Seu conceito de raça mediterrânea, identificava pessoas mediterrânicas como uma raça autônoma, em que ele afirmava que a raça nórdica descendia da raça mediterrânea que despigmentou a uma pele pálida depois que migraram para norte. Esse conceito tornou-se importante para o modelo de diferença racial no início do século XX.

## A vida
Nascido em Messina, na Sicília, Sergi primeiro estudou direito e, em seguida, linguística e filosofia. Com 19 anos de idade participou da expedição de Garibaldi à Sicília. Mais tarde, cursou física e anatomia, finalmente especializando-se em antropologia racial como um estudante de Cesare Lombroso.
Em 1880 foi nomeado como professor de antropologia na Universidade de Bolonha. Nesta época, a disciplina de antropologia ainda estava associada à faculdade de letras. Nos anos seguintes, graças à atividade de seu laboratório de antropologia e psicologia, ele ajudou a estabelecer a disciplina em bases mais científicas. Em 1884, mudou-se para a Universidade de Roma, onde desenvolveu um programa de pesquisa tanto para antropologia quanto para psicologia
Em 4 de junho de 1893, Sergi passou a liderar a fundação da Sociedade Romana de Antropologia (agora Instituto Italiano de Antropologia (Istituto Italiano di Antropologia). Também fundou a revista Actas della Società Romana di Antropologia (agora Journal of Anthropological Ciências). Tanto a sociedade quanto a revista eram associadas à universidade. Inicialmente, teve instalações provisórias na Escola de Aplicação para Engenheiro em San Pietro in Vincoli, mas, em 1887, mudou-se para o antigo prédio do Colégio Romano, onde Sergi dedicou parte do espaço para a criação de um museu antropológico.
Internacionalmente reconhecido por suas contribuições para a antropologia, ele também conseguiu estabelecer a Conferência Internacional de Psicologia, em Roma, em 1905, sob a sua presidência da Sociedade Romana de Antropologia. Sergi morreu em Roma, em 1936. Seu filho Sergio Sergi (1878-1972), um notável antropólogo, continuou a desenvolver as teorias de seu pai.